# Arménie 1
Arménie 1 (en arménien Հայաստան 1, Hayastan 1) est la première chaîne de télévision généraliste publique d'Arménie. Créée en 1956 sous l'ère soviétique, elle continue d'émettre après l'indépendance du pays en 1991 et jusqu'aujourd'hui.

## Histoire de la chaîne

### Les débuts
Les archives de la chaîne remontent au plus tôt au 5 septembre 1955, date à laquelle le conseil des ministres de l'Union soviétique décide la construction de vingt-sept centres de programmes et cinq stations de télévision dans les républiques. Dès lors, débute la construction de la station sur la colline de Nork à Erevan et c'est sous la supervision du premier directeur de la chaîne, Nerses Kagramanov, que se crée un comité gérant les embauches.
La diffusion des programmes débute le 29 novembre 1956, jour du 36e anniversaire de la soviétisation du pays. C'est Nara Shlepchyan, première présentatrice de programmes de la chaîne, qui ouvre le bal. S'ensuivent un film et un concert. C'est un mois plus tard, pour les fêtes de fin d'année, que la chaîne produit sa première émission.
L'ouverture officielle de la chaîne a lieu le 9 février 1957, date à laquelle les programmes sont diffusés de manière régulière. Les premiers temps, il s'agissait de deux heures quotidiennes, quatre jours par semaine, la plupart du temps filmées en direct par les deux seules caméras du studio. La fin de l'année 1957 voit la première réalisation d'un film, et février 1958, le début du journal télévisé quotidien. À cette époque, les programmes ne sont émis que dans un rayon de 60 kilomètres autour de la capitale.

### L'évolution des décennies 1970 et 1980
En 1968, à l'occasion de la célébration des 2 750 ans de la ville d'Erevan, un concert d'une heure et demie se tenant à Erebouni est diffusé simultanément en URSS et en Europe de l'Est. L'année 1973 voit l'introduction de la couleur, et ainsi, la parade du 1er mai de cette même année est retransmise en direct et en couleur depuis la place Lénine. En 1974, les progrès de la technologie et l'augmentation des moyens permettent l'extension de la diffusion à de nombreuses régions ainsi que la création d'une seconde chaîne d'État.
En 1977, la population arménienne est équipée de 500 000 postes de télévision (dont 100 000 en couleur) et l'ancienne antenne d'émission ne suffit plus. Elle est remplacée, le 29 novembre, par une nouvelle tour de 311 mètres de haut et une partie de l'équipement est renouvelé. De plus, le satellite Orbita 2 permet de recevoir aussi les programmes de la télévision russe depuis Moscou. Au milieu des années 1980, 99 % de la population a accès aux 13,5 heures de programme quotidiennes des chaînes arméniennes.
Les événements du Haut-Karabagh et le désir d'indépendance de l'année 1988 demandent à la direction et aux journalistes de la chaîne de retransmettre les événements de la manière la plus objective possible, malgré les pressions de Moscou. Le 15 juin, Arménie 1 retransmet en direct la session du Soviet suprême de la République socialiste soviétique d'Arménie, un événement dans l'Union Soviétique d'alors. Survient alors le séisme du 7 décembre, obligeant les journalistes à se rendre sur place et à couvrir un des événements les plus dramatiques de la république.

### Après l'indépendance
En 1990, le pouvoir politique change en Arménie et en septembre, sous décision du premier ministre, est nommé pour la première fois à la tête du département de radio et télévision un non communiste, Henrik Hovhannisyan. Il aura pour mission la restructuration des programmes et de la chaîne, indispensable au vu des événements de l'époque. L'évolution de la politique intérieure change aussi la demande des spectateurs et ce sont de plus en plus des programmes de variété qui sont diffusés.
À l'indépendance, le 21 septembre 1991, la télévision publique arménienne continue de créer de nouvelles émissions et un journal quotidien, Haylour, est créé. La loi votée alors autorisant les chaînes privées, donc la concurrence, Arménie 1 informe le plus objectivement possible et sans pressions le pays. Mais dans le même temps, la très sévère crise économique qui frappe le pays jusqu'au milieu des années 1990 annule les progrès réalisés depuis ses débuts. En effet, les deux ou trois heures quotidiennes d'électricité ne suffisent pas à fournir des programmes de qualité et le matériel, non entretenu faute de moyens, finit par lâcher.
En 1992, la chaîne achemine tout de même du matériel sur le terrain de la guerre du Haut-Karabagh et couvre ainsi tous les événements sur place. Cependant, à la fin de l'année 1993, la situation est désastreuse : les audiences ne dépassent plus 27,4 % et les moyens financiers et techniques sont absents. C'est alors que le gouvernement et des aides privées offrent successivement 200 000 et 240 000 dollars, mais les difficultés ne disparaissent pas jusqu'en 1998, avec l'arrivée d'un nouveau président à la tête de la chaîne, Tigran Naghdalyan. Son désir de changer les choses, d'offrir des informations et des programmes de qualité porte rapidement ses fruits. En 1999, la diffusion est étendue à l'Europe et en 2001 à l'Amérique du Nord.
Depuis 2001, année où le gouvernement fait voter une loi sur le rôle de la télévision d'État, Arménie 1 est la télévision publique et adopte un nouveau logotype, toujours utilisé aujourd'hui. Dès lors, l'équipement évolue, les studios se modernisent et l'utilisation de studios mobiles se développe. En 2006, Arménie 1 présente pour la première fois un chanteur à l'Eurovision, André.

### Identité visuelle (logo)

Logo d'Arménie 1 de 2001 à 2013.
Logo d'Arménie 1 de 2013 à 2016.

## Organisation

### Dirigeants
Directeurs :
- Nerses Kagramanov : 1955 - ?
- Henrik Hovhannisyan : 1990 - 1998
- Tigran Naghdalyan : depuis 1998

### Mission
Chaîne publique nationale, Arménie 1 a pour obligation constitutionnelle de subvenir au droit des citoyens de recevoir gratuitement des émissions politiques, économiques, culturelles, historiques, scientifiques, sportives, d'éducation, de variétés et d'informations.

## Programmes
Arménie 1 diffuse principalement des émissions culturelles, des jeux télévisés, Haylour — son journal d'information, des émissions de cuisine, de décoration (Interior) et d'humour (Club 32).
Principales émissions :
- Special zone (société) : reportages sur des gens hors du commun.
- My right (société) : émission sur les droits des citoyens.
- First figures (société) : émission historique sur la première république et la RSS d'Arménie.
- Back to the future (société) : documentaires sur la vie des Arméniens à l'étranger.
- Haylour (informations) : journal télévisé.
- Interior (loisirs) : émission de décoration d'intérieur.
- Club 32 (loisirs) : célèbre émission humoristique en conditions de direct.
- Chess 64 (loisirs) : documentaires sur les échecs.
- Do re mi (jeunesse) : de jeunes talents chantent sur scène.
- We are (jeunesse) : émission pour adolescents.